# Glomeridesmus angulosus
Glomeridesmus angulosus är en mångfotingart som beskrevs av Loomis 1948. Glomeridesmus angulosus ingår i släktet Glomeridesmus och familjen Glomeridesmidae. Inga underarter finns listade i Catalogue of Life.